# USS Knapp (DD-653)
L'USS Knapp (DD-653), un destroyer de classe Fletcher, était le seul navire de l'United States Navy à porter le nom de Harry Shepard Knapp (en), vice-amiral de la marine américaine et gouverneur militaire de Saint-Domingue. Sa quille a été posée le 8 mars 1943 par Bath Iron Works, à Bath dans le Maine. Il a été lancé le 10 juillet 1943, parrainée par Margaret L. et Mary C. Knapp et mis en service le 16 septembre 1943.
Il a été désarmé le 4 mai 1957 et affecté au Long Beach Group de l'United States Navy reserve fleets. Il a été détruit le 27 août 1973. Il a reçu sept battle stars pour ses services durant la Seconde Guerre mondiale.

## Préservation
La passerelle restaurée de l'USS Knapp est exposée au musée maritime du Columbia à Astoria en Oregon.